# Kratos Defense & Security Solutions
Die Kratos Defense & Security Solutions Inc. (kurz Kratos) hat ihren Hauptsitz in San Diego, Kalifornien, ist ein US-amerikanisches Technologieunternehmen.
Es entwickelt und produziert hauptsächlich Waffen und Militärelektronik. Zu den Kunden zählen die US-Bundesregierung, ausländische Regierungen, Wirtschaftsunternehmen sowie staatliche und lokale Behörden. Kratos hat sechs Geschäftsbereiche und ist im NASDAQ gelistet.
Einige der neuesten Produkte von Kratos sind Teil der Bemühungen des US-Verteidigungsministeriums, in Unternehmen im Silicon Valley zu investieren.
Laut einer Pressemitteilung aus Juli 2025 kooperiert Airbus Defence and Space mit Kratos, um der deutschen Luftwaffe eine auf der Kratos XQ-58A Valkyrie basierende Wingman-Drohne anzubieten.

## Produkte

XQ-58A Valkyrie
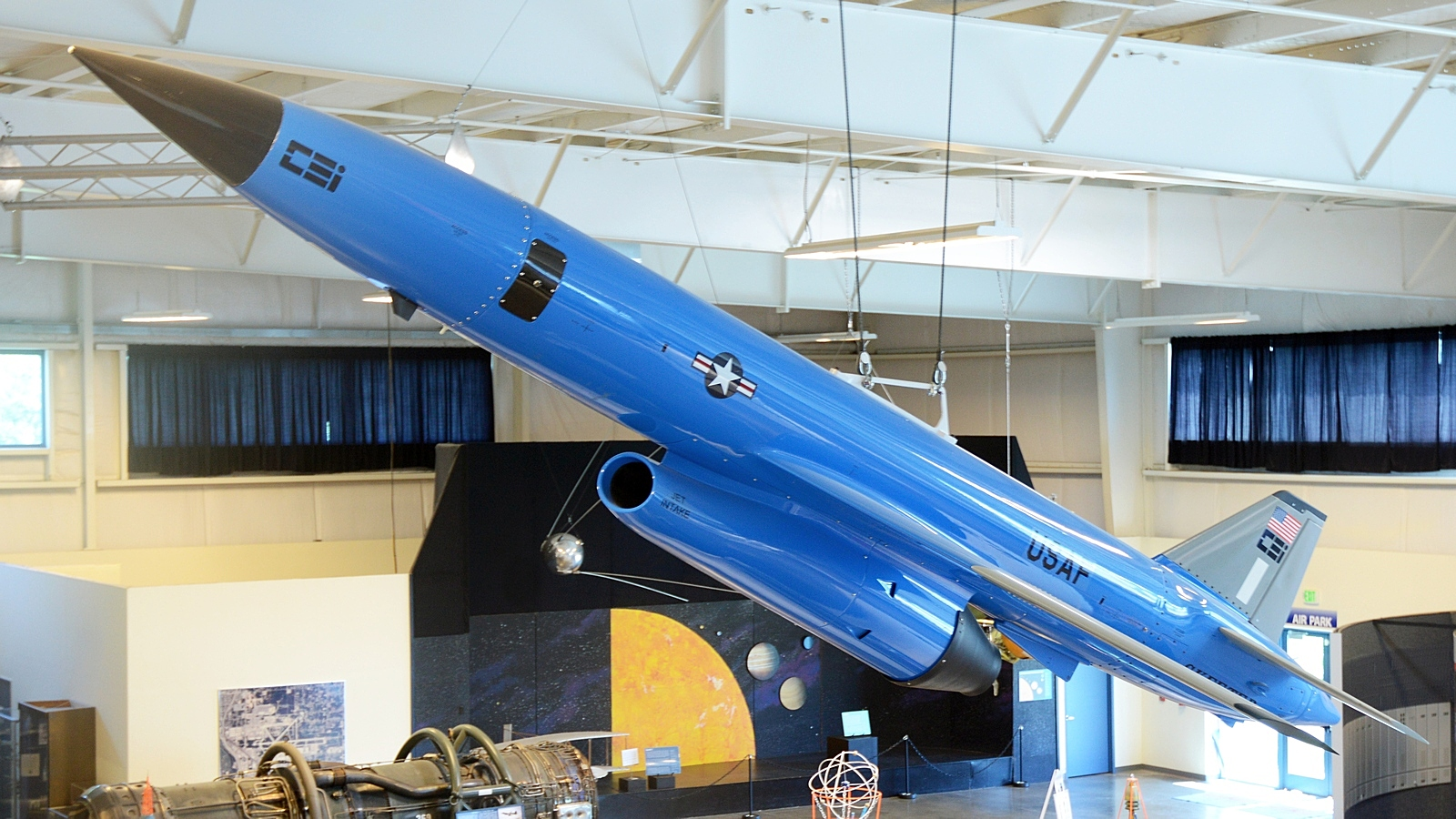
BQM-167 Skeeter
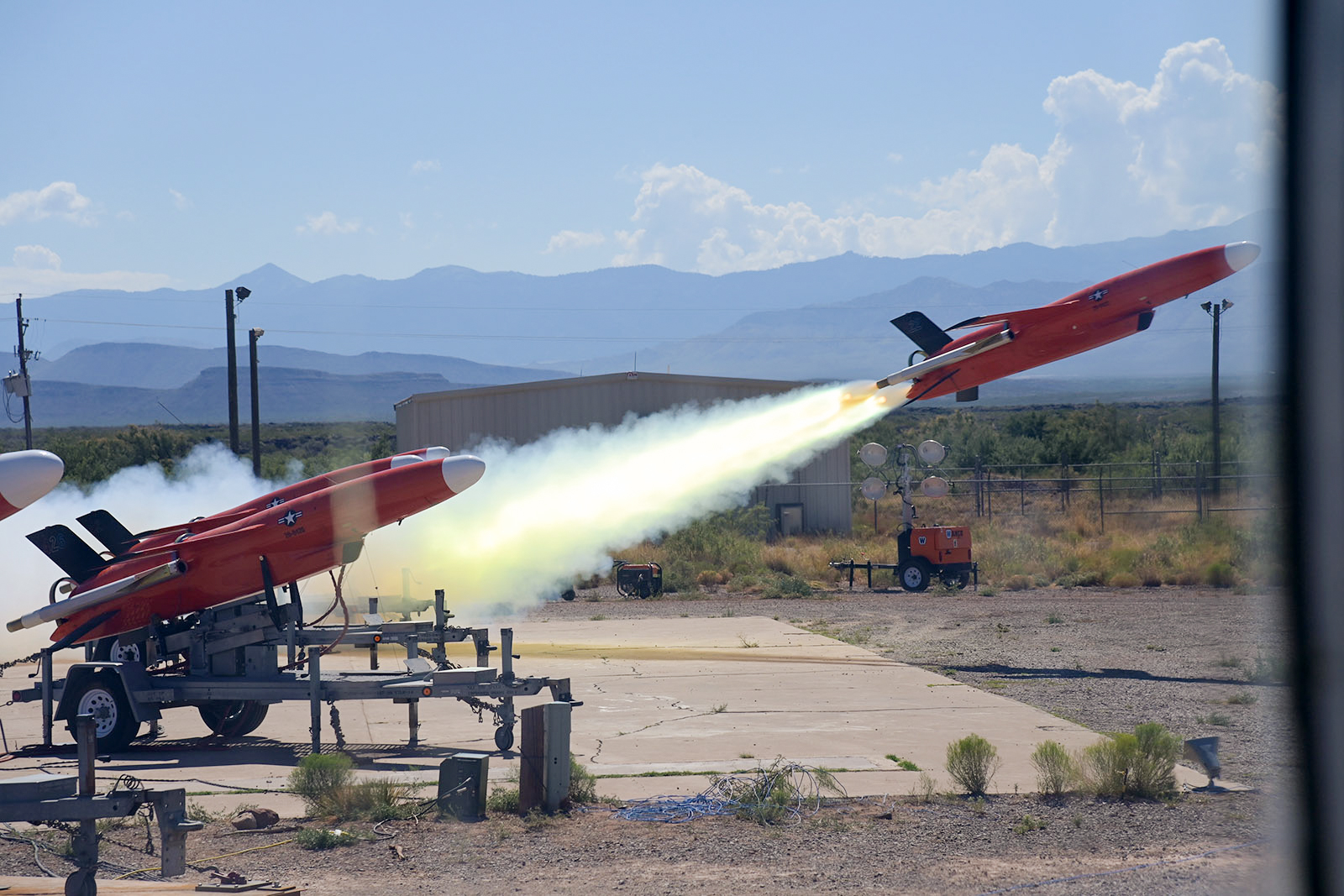
BQM-177
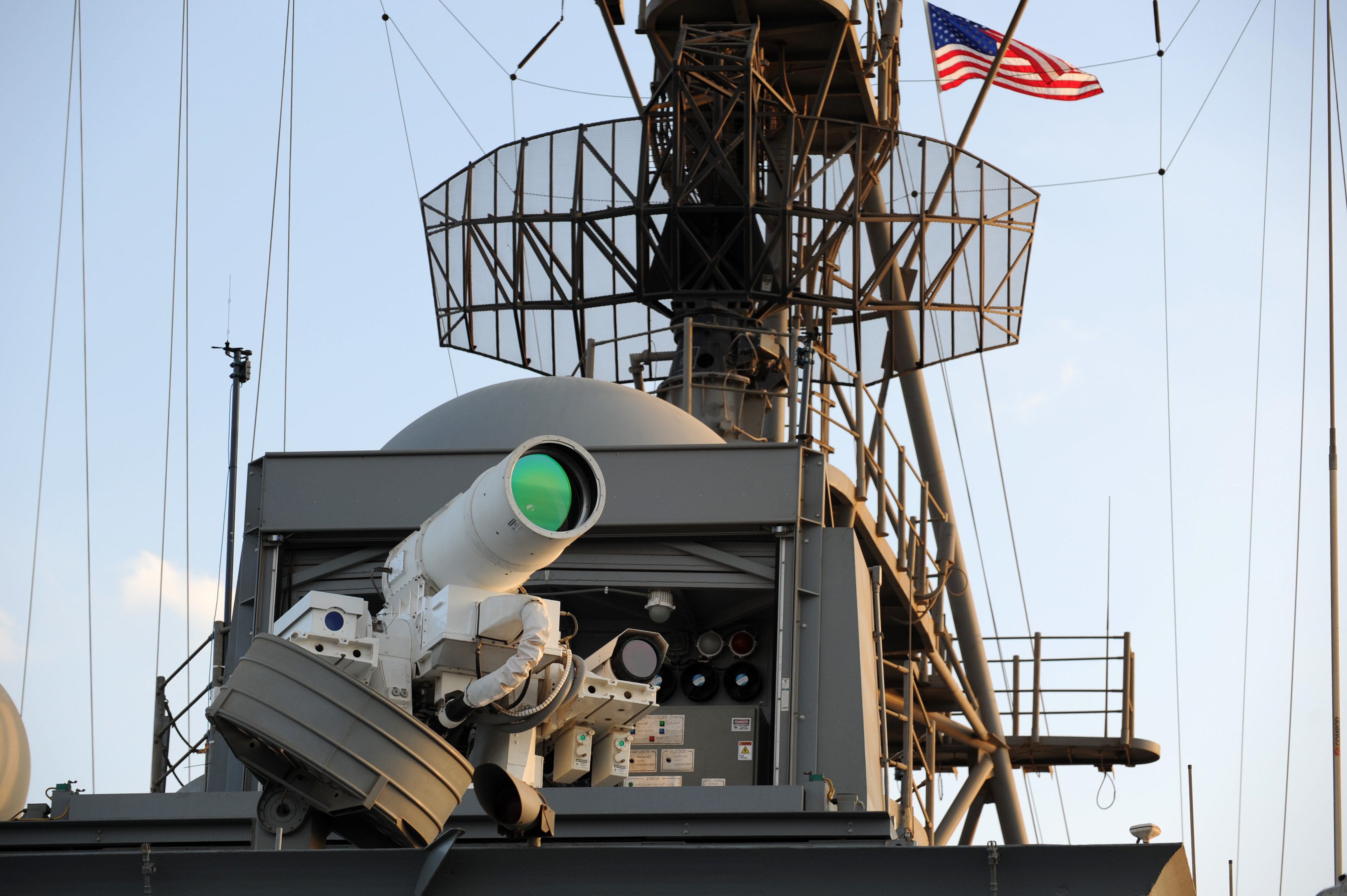
AN/SEQ-3

Drohnen
- experimentelle Wingman-Drohne Kratos XQ-58A Valkyrie
- Zieldarstellungsdrohne Composite Engineering BQM-167 Skeeter
- Zieldarstellungsdrohne Kratos BQM-177 (Nachfolgemodell der BQM-167)

Laserwaffen
- Laserwaffensystem AN/SEQ-3 der US Navy

Drohnen in Entwicklung
- Wingman-Drohne Thanatos[6]
- eine Hyperschall-Drohne[7]
- "Demogorgon" (auch "Off-Board Sensing Station" genannt), Drohne[8]